# Disperse Blue 56
Disperse Blue 56 ist ein Anthrachinonfarbstoff aus der Gruppe der Dispersionsfarbstoffe.

## Verwendung
Disperse Blue 56 kann zum Färben von Polyester verwendet werden.

## Alternative Struktur
Die Bezeichnung Disperse Blue 56 wird häufig auch für 1,5-Diamino-2-chlor-4,8-dihydroxy-9,10-anthrachinon, mit einem Chlor- anstatt einem Bromatom, verwendet.
| Name (IUPAC)       | 1,5-Diamino-2-chlor-4,8-dihydroxy-9,10-anthrachinon |
| Strukturformel     |                                                     |
| CAS-Nummer         | 12217-79-7                                          |
| EG-Nummer          | 235-401-1                                           |
| ECHA-InfoCard      | 100.032.171                                         |
| PubChem            | 25528                                               |
| ChemSpider         | 23815                                               |
| Wikidata           | Q72469712                                           |
| Summenformel       | C14H9ClN2O4                                         |
| Molare Masse       | 304,02 g·mol−1                                      |
| GHS- Kennzeichnung | \| \|Gefahr                                         |
| H- und P-Sätze     | 302‐315‐319‐335                                     |
| H- und P-Sätze     | 280‐305+351+338                                     |
| Gefahrensymbol     |                                                     |

## Eigenschaften
Disperse Blue 56 wird als Beispielchemikalie in mehreren Studien zum Thema Abwasseraufbereitung von Textilabwässern verwendet. So wurde in einer Studie die Absorptionskapazität von Disperse Blue 56 in Abwasser unter Einsatz von UV, H2O2 und MWCNT’s (multi-wall carbon nanotube; deutsch mehrwandige Kohlenstoffnanoröhren) Untersucht. Bei pH 7,0, 5,0 und 3,0 betrug hier die Absorption 0,53, 0,56 und 0,97 mmol/g.
Eine andere Studie befasste sich damit Disperse Blue 56 mithilfe ionischer Flockung durch Tensidflocken aus tierischen/pflanzlichen Fetten zu entfernen. Die Effizienz der Farbstoffentfernung erreichte 87 % nach 360 Minuten.
Eine weitere Arbeit befasste sich mit dem photochemische Abbau von C.I. Disperse Blue 56 (DB56) durch UV-Bestrahlung in Kombination mit Manganmineralien (UV/MM). Durch eine Vergleichsstudie mit dem UV/Titandioxid wurde festgestellt, dass die UV/MM-Methode eine ähnliche Photoabbaueffizienz wie UV/TiO2 aufweist bei geringeren Toxizität.